# 2022年北溪天然气管道泄漏事件
2022年北溪天然氣管道泄漏事件是發生在2022年9月26日，由俄罗斯向德国输送能源的北溪天然气管道项目北溪一号与北溪二号位于波罗的海海底的管道于同一日发生爆炸，导致大量天然气泄漏到附近海域。两段管道平时由俄罗斯天然气工业股份公司维护运营。
爆炸发生后，美国、欧盟、北约和俄罗斯皆表示爆炸是人为破坏造成的。俄罗斯总统普京在与土耳其总统雷杰普·塔伊普·埃尔多安的谈话中，表明北溪天然气管道遭受了前所未有的国际恐怖攻击。

## 背景
爆炸发生在2022年俄罗斯入侵乌克兰期间，欧盟与俄罗斯就天然气议题产生了分歧。又恰逢冬季来临，欧洲多国如捷克、德国、意大利、瑞典以及英国等，皆因天然气价格暴涨而爆发游行。在这敏感的时机点，欧盟与俄罗斯之间重要的能源输送管线被人为破坏，国际社会纷纷猜测其背后的动机。

### 俄方調低供氣量
2022年2月21日，俄罗斯總統普京宣布承認烏克蘭東部的親俄武裝份子佔領區脫離烏克蘭獨立，德國隨即宣布停止審批北溪二號管道的營運認證，因此已注入天然氣的北溪二號管道並未啟用。2月24日，俄羅斯全面侵略烏克蘭，欧盟宣布對俄羅斯實施多方面的制裁，雖然北溪一號管道維持輸氣，但俄羅斯向歐盟的供氣開始出現不穩定，供氣量在6月14日起的兩天內銳減60%，俄方在7月更以年度維修作爲理由暫停供氣10天，雖然北溪一號管道在7月21日恢復供氣，但俄方聲稱因爲只得一個渦輪機可以運行，在7月27日把供氣量下調至每日3,300萬立方米，僅是原來供氣量的20%，歐盟批評俄羅斯以技術問題爲借口，故意減少輸送天然氣及利用能源作為武器，並預期俄方會再次截斷供氣，而北溪一號管道在7至8月的供氣也曾經發生數次中斷。

### 無限期停止供氣
8月31日，俄羅斯天然氣公司宣布因爲渦輪機漏油，北溪一號管道停止供氣至9月4日，又稱歐盟的制裁影響渦輪機的維修，歐盟則批評俄方故意截斷供氣，企圖擾亂歐洲的能源供應，負責渦輪機維修的德國西門子能源公司表示，渦輪機漏油通常不會影響供氣，而且可即場維修，加壓站也有其他渦輪機可運行，質疑俄羅斯天然氣公司停止供氣的做法。9月2日，俄羅斯宣布北溪一號管道無限期停止供氣，其理由是俄羅斯天然氣公司維修渦輪機遇到困難，克里姆林宮發言人又稱除非歐盟解除對俄羅斯的制裁，否則不會恢復北溪一號管道的供氣，因此北溪一號及北溪二號管道在9月底發生爆炸時都處於停運狀態。

## 過程

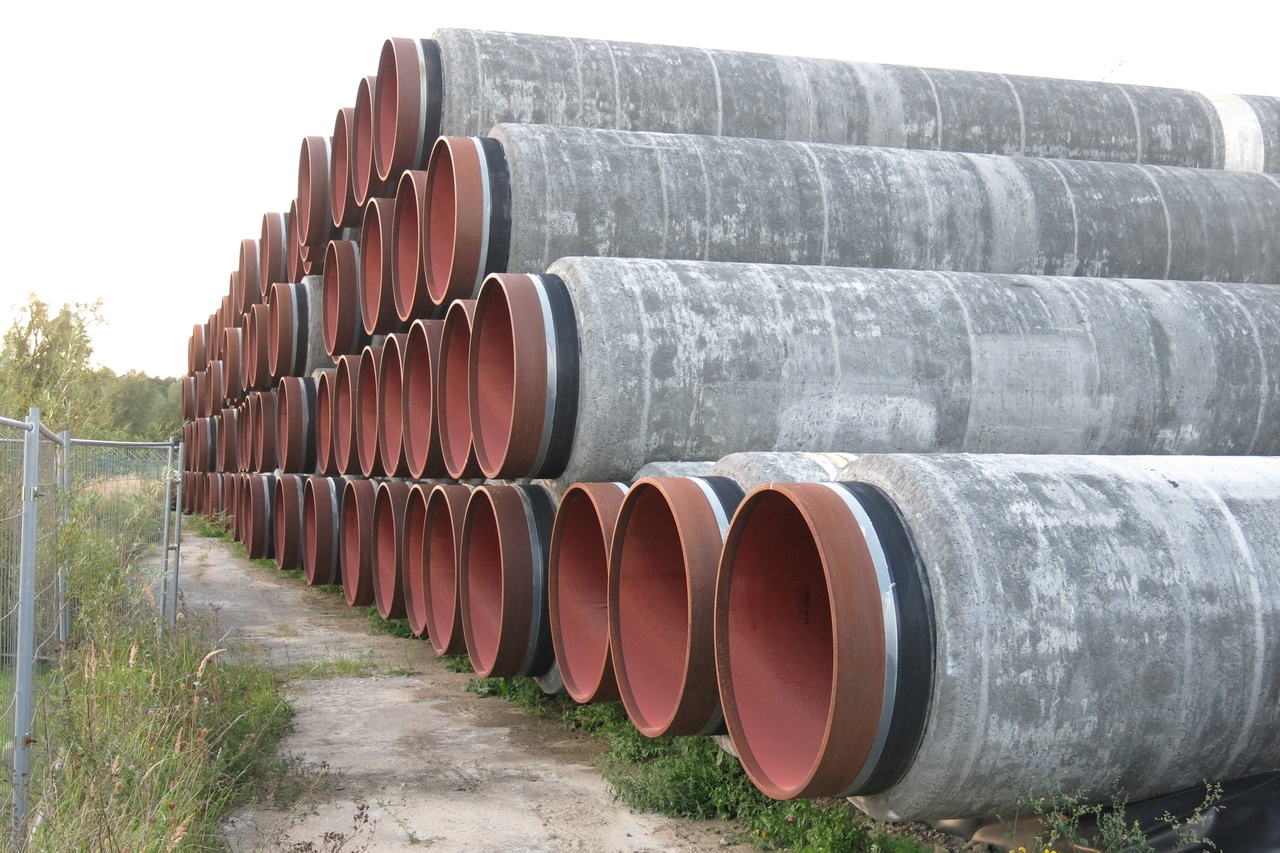
北溪二号的管道，内层为钢结构，外部由水泥浇筑

雖然管道在爆炸发生时并未处于运行状态，但为抵抗海水的压力，管道内都充满了高压天然气。欧洲中部夏令时2022年9月26日凌晨2点03分，北溪二号管道首先被侦测到发生爆炸，爆炸造成芮氏2.3的地震，随后大量天然气涌到附近博恩霍尔姆岛的东南部海域。17小时后，附近的北溪一号管道也被人为破坏导致泄漏，这次爆炸强度为里氏2.1。管道的爆炸处属于国际海域，但亦位于丹麦和瑞典的专属经济区内。
德国探测到北溪二号管道内气体压强的减弱后，丹麦空军的一架F-16战斗机首先在博恩霍尔姆岛东南部海域发现一片天然气喷涌而出的海面。北溪二号是两条平行的管线，发生爆炸的A管位于丹麦的专属经济区内。由于天然气属于易燃气体，丹麦海事部门关闭了泄漏点附近5海里的海域，并建议航空器不要接近1公里范围的上空。
北溪二号的管道内径为48英寸，内层钢管的厚度为27-41毫米（输送端压强最大，为220巴，接收端压强较弱，为117巴）。为抵抗海水的浮力，外层由一圈厚度60-110毫米的水泥浇筑，一节管道的重量约为24吨，管道直接放置在海床上。爆炸处的海水深度约为80-110米。
17小时后，德国在北溪一号的管道也探测到压力下降，随后瑞典方面在海面上发现两个新的泄漏点。北溪1号两条并行的管线皆被破坏，两个泄漏点相距约6公里，分别位于瑞典和丹麦的专属经济区内。9月28日，瑞典海岸警卫队进一步确认，位于瑞典经济水域内其实有两个相邻的泄漏点。至此爆炸造成的泄漏点共有四个。
9月30日，联合国安理会召开会议讨论天然气管道泄漏事件，美俄相互指责。截至当天，已有至少8万吨甲烷气体扩散到海洋和大气中。10月1日，北溪2號停止外洩。次日北溪1號也停止外洩。10月3日，瑞典海岸警卫队称表示，北溪-1天然气管道的天然气泄漏在海面不再可见，而北溪-2天然气管道的泄漏量有所增加。俄方要求参与北溪管道泄漏事件调查，但遭到瑞典拒绝。10月6日，瑞典安全局宣布，该局对北溪-1和北溪-2天然气管道泄漏点的现场调查已完毕，瑞典附近的北溪管道泄漏点周围海域已解封。10月10日，德国联邦检察官办公室宣布對北溪天然气管道爆炸事件進行调查。10月14日，瑞典拒绝与丹麦和德国成立正式联合调查组调查北溪天然气管道泄漏事件。10月18日，丹麦表示，北溪天然气管道泄漏是由剧烈爆炸引发。10月31日，俄罗斯总统普京表示，俄罗斯天然气工业股份公司获准参加北溪管道爆炸现场调查。
2023年2月21日，应俄罗斯要求，安理会就北溪天然气管道爆炸事件及其后续调查情况举行公开辩论。聯合國副秘书长指出，联合国已得知由瑞典、德国和丹麦各自展开的调查仍在进行中。
2023年3月23日，丹麦能源局表示邀请北溪天然气管道俄方运营商参与打捞北溪2管道附近一个可疑物体。

### 泄漏点

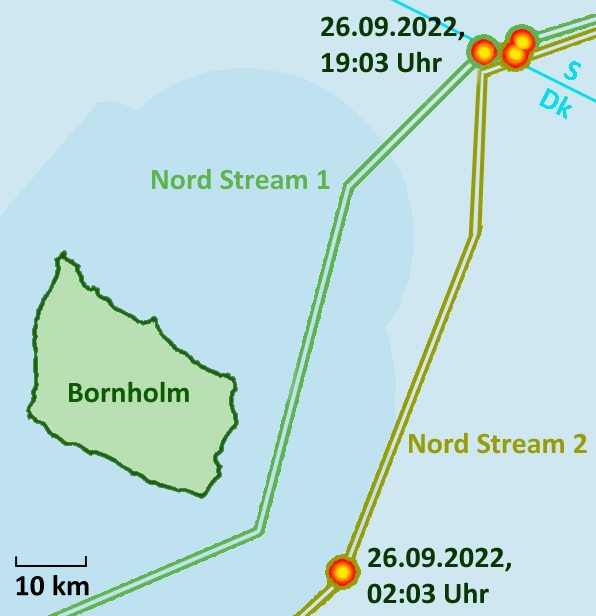
泄漏点

| 管线          | 位置         | 备注                    |
| ------------- | ------------ | ----------------------- |
| 北溪二号管道A | 丹麦经济水域 | 由丹麦空军F16战斗机发现 |
| 北溪二号管道A | 瑞典经济水域 | 瑞典海岸警卫队发现      |
| 北溪一号      | 瑞典经济水域 | 瑞典海岸警卫队发现      |
| 北溪一号      | 瑞典经济水域 | 瑞典海岸警卫队发现      |

## 后果

### 经济
虽然北溪一号从八月起就没有输气，而北溪二号则没有验收开通，但由于爆炸造成管道严重损坏而短时间内难以修复，9月27日欧洲天然气价格应声上涨12%。
丹麦能源部长预测气体泄漏将持续一周。瑞典相关部门表示，一至两周后才能对破损的管线展开检修工作。管理和维护这两条天然气管线的北溪股份有限公司27日表示，尚无法估计何时能修复破损的管道。而德国方面估计除非能尽快开展修复工作，不然由于海水的侵蚀，三条受损的管线无法再投入运营。华盛顿邮报称爆炸恐使整个北溪天然气管道项目被迫中止。

### 生态环境
泄露发生后，瑞典的监测站报告天然气的主要成分甲烷的浓度比平时高出了20-25%，由于甲烷是重要的温室气体，此次事件引发了对于全球变暖加剧的担忧，美国地质调查局的专家认为泄漏的天然气不会造成温室效应的明显加剧，因为泄漏量只相当于全球每年甲烷排放量的0.1%左右，但也有学者认为当前（指泄露初期）难以估计泄漏量，因此此事故对气候的影响非常令人担忧，伦敦玛丽女王大学的化学工程师保罗·巴尔科姆（Paul Balcombe）认为此事件可能导致大约20万吨的甲烷排放，能源与清洁空气研究中心估算，两条管道潜在的泄漏量在180到270千吨之间，如果无法阻止，将会是有史以来最严重的单次天然气泄漏事件。
德国环境部表示，泄漏不会对海洋生物构成重大威胁，但绿色和平组织则对此表示质疑，鱼类可能会被泄漏气体的羽流捕获，其呼吸会受到影响。受访的学者Rehder认为，靠近泄露位置的海洋生物可能会因此而死亡，尤其是水母等。
由于甲烷是易燃物质，天然气泄露也可能会导致火灾或爆炸等灾难。

## 有关肇事者的猜测及调查

### 国际猜测
丹麦首相弗雷德里克森以及瑞典首相安德松第一时间表示爆炸是人为破坏造成，而非单纯的生产事故。北约秘书长斯托尔滕贝格亦表示相同的观点。俄罗斯总统新闻秘书德米特里·佩斯科夫谴责破坏行为，表示这对俄罗斯向欧洲的天然气出口造成极大的破坏。佩斯科夫进一步表示，北溪管道被破坏，欧洲与俄罗斯均无法从中获益，尤其是德国的工业将蒙受损失。俄罗斯总统弗拉基米尔·普京指责是西方破坏俄罗斯在波罗的海下向德国建造的天然气管道，美国及其盟国强烈否认这一指控。美国总统乔·拜登驳斥了普京的说法，认为北溪管道是蓄意的破坏行为，而俄罗斯正在散布虚假信息和谎言。拜登承诺，将与欧洲的盟友合作追查原因。白宫国家安全委员会发言人艾德丽安·沃森（Adrienne Watson）表示，俄罗斯总统普京的说法是为了转移人们对其吞并乌克兰部分地区的注意力。
丹麦及丹麦首相均不愿就谁是幕后肇事者发表意见，但都同意爆炸乃是人为。乌克兰总统的顾问米哈伊洛·波多利亚克把矛头对准俄罗斯，批评这是俄罗斯的“恐怖袭击，和对欧洲鲁莽的攻击”。。丹麦和瑞典于9月30日向联合国提交一份联合报告，表示造成北溪天然气管道严重损坏的泄漏是由大约500磅的TNT造成的。德国情报官员将此归咎于俄罗斯所为。
波兰前外交部长及国防部长拉多斯瓦夫·西科尔斯基在推特上的一条推文被大量转发。他写道“谢谢你，美国”，并感谢拜登总统对于如果俄罗斯入侵乌克兰，将会破坏北溪天然气管道的承诺。他继续写道“乌克兰和波罗的海三国花了20年时间反对北溪天然气管道项目的建设，现在终于看到价值2000亿美元的废铁葬身海底了”。但他的推文随后被波兰政府发言人批评会被俄罗斯利用。于是西科尔斯基删除了该条推文，改口说他只是非常乐意看到北溪天然气管道不能继续供气，而这是波兰政府一贯以来的目标。随后表示对于谁是幕后主使的推断，仅代表其个人观点，而非波兰政府的立场。
中国香港《亚洲时报》发表评论，认为美国、乌克兰、波罗的海三国以及芬兰是这次爆炸的潜在受益者。美國總統拜登早在二月份接受媒體訪問時表示，如果俄羅斯入侵烏克蘭，北溪2號將不復存在，美國將終結北溪2號。當被問及如何做到時，拜登保證美國將有辦法做到。爆炸發生後，此訪問片段在網絡流傳，有美國媒體認為，拜登和美国與事件有關。
德国《明镜周刊》引述不具名来源称，美国中央情报局在事发几周前警告过德国，海底的天然气管道可能遭受攻击。歐洲安全官員表示26、27日，曾在漏气点附近海域曾看到俄罗斯军舰。。但同样的，美国海军基萨奇山号两栖攻击舰也于事发前在波罗的海的这片海域出没，飞行记录也显示美军直升机在事发前一晚出现在该处上空。华盛顿方面否认基萨奇山号与爆炸事件有关，俄罗斯驻美大使馆则批评美方视北溪天然气项目为眼中钉已久。俄方于9月30日率先指控西方就是管道爆炸的肇事者。美国与欧洲国家则避免直接指责并反驳指控。
之后在10月28日，俄罗斯位于克里米亚的黑海舰队在俄乌战争中遭到无人机袭击受损后，俄罗斯国防部则将矛头指向是英国海军人员炸毁了北溪天然气管道。英国否认了这一说法，指出俄罗斯是为了转移国际对非法入侵乌克兰的灾难性处理的注意力，而在诉诸兜售史诗般规模的虚假声明。
2023年2月8日，美国调查记者赫许在其个人网站上刊文《美国是如何毁掉北溪管道的 （页面存档备份，存于）》，指出北溪管道系是由挪威和美国炸毁，且蓄谋已久，而波罗的海和斯堪的纳维亚国家都参与其中。随后该文被路透社、法新社等诸多权威媒体转发，引发舆论热议。俄罗斯外交部表示，美国需就其涉嫌破壞北溪天然气管道一事做出回答，情报部门也发起了一场信息运动，指责是美国炸毁了北溪天然气管道。美国与挪威宣称该报道是「完全错误且为虚构」。欧盟委员会表示关于美国记者西摩·赫什的报导纯属「猜测」，强调此事件的唯一依据是官方调查的结果。
3月7日，纽约时报引述匿名的美国情报官员表示，一个亲乌克兰团体策劃了北溪爆炸。不過烏克蘭官方對此予以否認。俄罗斯总统新闻秘书佩斯科夫對此表示，北溪事件的制造者想藉此转移注意力。
3月13日，俄罗斯外交部发言人扎哈罗娃表示，北溪天然气管道公司在距离爆炸现场30公里处发现了疑似爆炸装置碎片，俄方呼吁联合国安理会设立独立调查委员会。
6月，華盛頓郵報表示，美國在北溪天然氣管道發生水下爆炸的三個月之前已經掌握烏克蘭密謀策劃襲擊北溪管道。
2023年6月，德广联、德国《时代周报》和荷兰公共广播电视台表示，荷兰军事情报局在2022年6月最先得到了乌克兰可能计划攻击北溪天然气管道的消息，随后通知了美国、德国等盟友的情报机关。美国中央情报局接报后曾警告乌克兰方面切勿执行这样的计划。而在2022年9月爆炸发生后，荷兰军事情报局也曾向各国情报机关通报称，袭击者可能来自乌克兰。
2023年9月，佩斯科夫表示北溪管道爆炸由美英组织。
2023年11月11日，华盛顿邮报和明镜周刊表示，北溪2号管道破壞事件的幕後黑手是一個六人破坏小组，而且前乌克兰特种部队指挥官罗曼·切尔文斯基（Roman Chervinsky）秘密支持該破壞小組，而且烏克蘭总统泽连斯基事先對北溪管道爆炸事件並不知情。罗曼·切尔文斯基則否认对北溪2号管道破壞事件知情。
2024年8月，華爾街日報表示北溪管道爆炸是由6名烏克蘭軍人和商人組成的團夥策劃的。烏克蘭總統顧問波多利亞克表示該報道是無稽之談。

### 调查
丹麦、瑞典以及挪威对北溪管道被破坏一事组成调查团队。丹麦调查组于2022年10月18日发表对连接俄罗斯和德国的两条水下管道的气体泄漏进行的初步调查，发现是由强大的爆炸造成的损害。瑞典调查组于11月18日发表初步调查，认定北溪管道是由人为蓄意破坏造成的。调查人员在受损的北溪管道现场发现了爆炸物痕迹，证实管道曾遭到严重破坏。
《纽约时报》引述美国情报表明爆炸可能由亲乌克兰团体所为。。
2023年3月27日，俄罗斯就调查北溪管道爆炸事件提交的决议草案在安理会表决。在15个理事国当中，只有俄罗斯、中国和巴西投出赞成票，其余12个理事国均投出弃权票。在没有常任理事国一票否决的情况下，安理会有关决议草案须至少获得九票赞成才能通过。草案因此未能获得通过。
2023年4月6日， 调查北溪天然气管道爆炸事件的瑞典检察官表示，北溪爆炸事件中使用的爆炸物并不常见，制造爆炸的最有可能是一个由国家发起的团伙。
2023年5月25日，俄羅斯不滿北溪爆炸事件調查沒有結果，召见德国、丹麦和瑞典駐俄大使抗议。
2023年9月26日，联合国安理会召开会议审议北溪管道问题。
2024年2月7日，瑞典方面聲稱，由於沒有司法管轄權，亦即確認沒有瑞典公民參與此案且足以證明瑞典並未被利用導致此案，法院將不再調查北溪管道破坏事件。丹麥皇家國防研究所學者評論認為，由於瑞典正要加入北約，終止調查的決定具有合理性。
2024年2月26日，丹麥警方宣布，丹麥停止對北溪天然氣管道爆炸事件的調查。但丹麥警方同時表示，北溪管道爆炸事件系人為破壞所致。
2024年6月，德国法院以涉嫌“制造爆炸”的罪名，对北溪爆炸案嫌疑人烏克蘭籍的“弗拉基米尔·Z”发布逮捕令。8月14日，波兰检察机关确认波兰收到德国发来的逮捕令，要求波方协助抓捕北溪爆炸案嫌疑人。
2024年10月4日，应俄罗斯请求，联合国安理会召开会议，审议有关北溪天然气管道爆炸事件的调查情况。